# Adrien Bressers

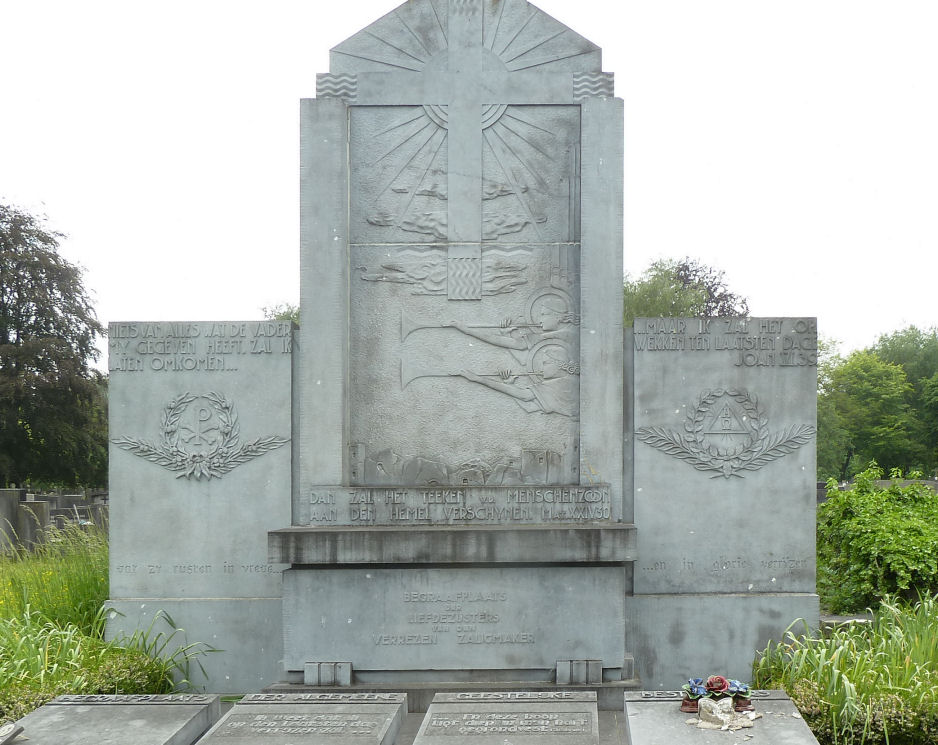
Graf Zrs. Verrezen Zaligmaker, Sint-Niklaas

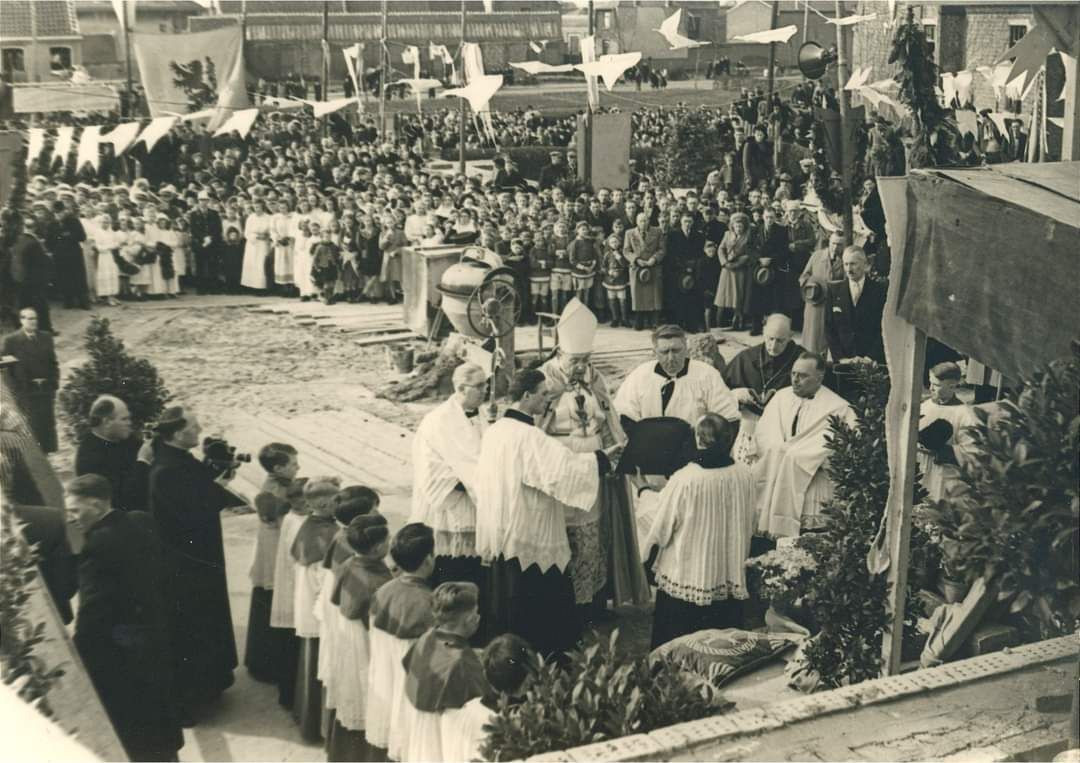
Eerstesteenlegging van de Sint-Annakerk, ontworpen door architect Adrien Bressers.

Adrien Bressers (Gent, 1 september 1897 – Aldaar, 15 maart 1986) was een Belgisch architect in dienst van het bisdom Gent.
Hij was de zoon van kunst- en decoratieschilder Leon Bressers, de broer van kanunnik Carlos Bressers (1912-2010) en schoonbroer van Provincieraadslid Jan Valvekens.

## Opus
- Christus Koningkerk in Gent
- Onze-Lieve-Vrouw-Hemelvaartkerk in Erembodegem
- Grafkelder Verrezen Zaligmaker, Tereken.
- Sint-Annakerk , Lokeren
- Heilig Hartkerk in Zottegem (Bevegem)

## Onderscheidingen
- Kroonorde: Ridder
- Leopoldsorde: Ridder
- Orde van Leopold II: Officier
- Commandeur, Ordo Sanctus Gregorius Magnus.